# Liste der Naturdenkmale in Römerberg (Pfalz)
Die Liste der Naturdenkmale in Römerberg nennt die im Gemeindegebiet von Römerberg ausgewiesenen Naturdenkmale (Stand 30. März 2013).

## Naturdenkmale
| Nr.         | Bezeichnung                           | Lage                                                     | Beschreibung                                               | Bild                                    |
| ----------- | ------------------------------------- | -------------------------------------------------------- | ---------------------------------------------------------- | --------------------------------------- |
| ND-7338-333 | Stieleiche und Eschenahorn mit Anlage | Berghausen, Berghauser Straße, bei Nr. 61 Lage           | Quercus robur und Acer negundo; flächenhaftes Naturdenkmal | Fotos hochladen                         |
| ND-7338-334 | Zwei Linden auf dem Friedhof          | Heiligenstein, westlich des Ortes, auf dem Friedhof Lage | Tilia sp., zwei Bäume                                      | Fotos hochladen                         |
| ND-7338-335 | Elslache                              | Mechtersheim, auf der Insel Flotzgrün Lage               | wechselfeuchte Wiese; flächenhaftes Naturdenkmal           | Direkt Bild zu diesem Denkmal hochladen |
| ND-7338-336 | Schlute im Schwarzwald                | Mechtersheim, südlich des Ortes Lage                     | Auwaldrest mit Schlute; flächenhaftes Naturdenkmal         | Fotos hochladen                         |